# Eupithecia dubiosa
Eupithecia dubiosa là một loài bướm đêm trong họ Geometridae.